# Tình yêu không có lỗi, lỗi ở bạn thân
Tình yêu không có lỗi, lỗi ở bạn thân là bộ phim truyền hình Thái Lan phát sóng vào năm 2015. Phim được phát sóng trên kênh GMM 25. Với phần đầu bốn tập, bộ phim dựa trên câu chuyện có thật được chuyển thành phim. Phần ngắn nằm trong chuỗi Series Club Friday The Series 6: Tình yêu không có lỗi. Phần phim không chỉ thu hút tại Thái và còn nhiều nước Châu Á được biết đến nhiều hơn trong đó có Việt Nam. Phần một với sự tham gia của Wanida Termthanaporn vai Katun / Tun, Apinya Sakuljaroensuk vai Cherry / Lee và Pichaya Nitipaisalkul vai Man.
Do sự thành công của phần ngắn nên quyết định làm thêm phần 2 dài 15 tập với tựa Club Friday To Be Continued (Bạn tốt bạn đểu) phát hành vào năm 2016 và xuất hiện nhiều tuyến nhân vật mới trong đó có Thassapak Hsu vai Nat.

## Diễn viên
- Wanida Termthanaporn vai Katun / Tun
- Apinya Sakuljaroensuk vai Cherry / Lee
- Pichaya Nitipaisalkul vai Man
- Thassapak Hsu vai Nat
- Sarannat Praduquyamdee vai Katai (em Katun)
- Pathompong Reonchaidee vai Taengmo / Mo (em Lee)
- Thanawat Prasitsomporn vai Ben (đồng nghiệp Katun)
- Chanokwanun Rakcheep vai On (đồng nghiệp Katun)
- Khemarat Soonthornnont vai Por (đối thủ Ben)
- Pollawat Manuprasert vai Ae (sếp Katun)
- Nathapatsorn Simasthien vai Ping (bồ nhí Ae)
- Uan Rithoen vai Angie
- Rusameekae Fagerlund vai Enjoy
- Pimpaka Siangsomboon vai mẹ Nat

## Ca khúc nhạc phim
- เปลืองใจ / Pleung Jai – Saturday Seiko